# 대구 구암동 고분군
대구 구암동 고분군(大邱 鳩岩洞 古墳群)은 대한민국 대구광역시 북구 구암동에 있는 고분이다. 2018년 5월 15일 지정 예고를 거쳐, 2018년 8월 7일 대한민국의 사적 제544호로 지정되었다.

## 지정 사유
대구 구암동 고분군은 함지산 서쪽 능선에 360기의 봉분으로 구성된 대규모 고분군이며, 5~6세기 팔거평야를 중심으로 성장했던 신라 지역세력의 수장층 무덤으로 수혈식석곽 위에 봉분을 돌로 쌓은 독특한 축조양식을 보여주고 있어 역사적․ 학술적 가치가 높은 유적이다.

## 특징
함지산의 능선을 따라 조성되었으며, 구릉의 아래쪽에는 비교적 큰 무덤이, 위로 갈수록 작은 무덤이 분포하고 있다. 구암동 고분군만의 독특한 무덤 양식인 적석석곽묘 형태를 띠고 있다. 2015년 발굴된 1호분은 여러 매장주체부가 출토되는 연접분 형식을 부여준다. 주곽과 부곽을 11자로 배치하였다. 많은 토기와 금동 귀걸이 등이 출토되었다. 2018년 사적 지정 이후 56, 58호분, 5호분 등에 대한 추가 발굴조사가 있었으며 현재도 진행중이다. 특히 58호분은 도굴이 없어 많은 유물이 발견되었다. 5호분에서는 최초로 유골이 발견되었다. 별 모양 마구 장식품이 출토되었는데, 철제에 은을 입힌 것이었다. 이는 대가야의 고령 지산동 고분군과 유사하여 가야와의 교류를 보여준다.